# Sina Ataeian Dena
Sina Ataeian Dena (født 1983 i Ahvaz, Iran) er en iransk-tysk filminstruktør, manuskriptforfatter, filmproducent og kunstner.

## Filmskaber
Sina Ataeian Dena studerede filminstruktion ved Sooreh University of Art i Teheran. I 2009 vandt hans animerede kortfilm "Especially Music" den internationale konkurrence på Teheran International Short Film Festival .  Sina Ataeian Dena gjorde derefter sin første spillefilm i fuld længde, Paradise, til en realitet (original titel: Ma dar behesht ). Han var ansvarlig for at skrive, instruere og producere filmen sammen med sin produktionspartner Yousef Panahi. Det tog tre år at gennemføre optagelserne, eftersom filmen ikke modtog officiel optagelsestilladelse eller statsstøtte i Iran.  Paradise, et drama om subliminal vold, centrerer sig om livet for en ung kvinde i nutidens Teheran, som arbejder som lærer på en pigeskole i forstæderne. Paradise havde verdenspremiere i 2015 i hovedkonkurrencen på den 68. Locarno Film Festival .   Den blev nomineret til Den Gyldne Leopard og blev tildelt Prize of the Ecumenical Jury og Swatch Art Peace Hotel Award .  Paradise blev efterfølgende vist på adskillige internationale filmfestivaler og vandt yderligere nomineringer og priser. Ved den 15. Marrakech International Film Festival gav jurypræsident Francis Ford Coppola Sina Ataeian Dena den særlige jurypris for Paradise.  
Snoeck Publishing udgav i 2018 Paradise Handbook, , der skitserer de undergravende strategier, som blev brugt i filmen for at omgå det undertrykkende regimes restriktioner.
I 2023 var Dena producer og dramaturgisk rådgiver for det iranske sociale drama, Critical Zone, instrueret af Ali Ahmadzadeh. Både Dena og Ahmadzadeh blev belønnet med Den Gyldne Leopard for bedste film på filmfestivalen i Locarno .   Ataeian Dena måtte modtage prisen alene, idet Ahmadzadeh var blevet forhindret i at komme ind i Schengen-området. Ataeian Dena adresserede i sin tale den centrale rolle, som kunstnere spiller i undertrykkende systemer og opfordrede til solidaritet og ytringsfrihed. Talen blev bredt modtaget.  Filmen vandt yderligere priser,  f.eks. ved Haifa International Film Festival og Batumi International Art-House Film Festival.
Ataeian Dena var associeret producer og dramaturgisk rådgiver for Steffi Niederzolls dokumentarfilm Seven Winters in Teheran om Reyhaneh Jabbaris liv og hendes kamp for kvinders rettigheder. Filmen vandt adskillige priser, herunder Compass Perspective Award og Peace Film Award ved Berlinale 2023, F:act Award ved sin internationale premiere ved CPH:DOX og Bavarian Film Award 2024.
Sammen med Kia Ataiean Dena er han medforfatter til Henner Wincklers nye film Science of happiness . Hans seneste værk som manuskriptforfatter og instruktør, Wolves, er det første animerede serieprojekt på Berlinale Co-Production Market. Han er medstifter af filmproduktionsselskabet counterintuitive film. 
Han underviser på Deutsche Film- und Fernsehakademie (DFFB) og Berlin University of the Arts (UdK). Han tilbyder derudover seminarer om den kreative skriveproces, instruktion, dramaturgi og performance, samt computergenererede animationsteknikker.

## Kunstner
I 2018 udstillede Ataeian Dena fotografier og videoinstallationen "Altering Realities" i udstillingen "Hidden Secret" sammen med værker af kunstnerne Francis Alys og !Mediengruppe Bitnik i galleriet for samtidskunst Villa Merkel, Tyskland.  Videoinstallationen "Home" blev præsenteret af Ataeian Dena i 2018 som en del af udstillingsvinduet "Studio Bosporus" på Hamburger Bahnhof - Nationalgalerie der Gegenwart, Berlin. 
I 2016, 2017 og 2018 modtog Sina Ataeian Dena stipendier fra Goethe-instituttet til kunstnerresidensen Kulturakademie Tarabya i Istanbul. I 2018/2019 var han fellow på Swatch Art Peace Hotel kunstnerresidens i Shanghai. Han bor nu i Berlin.
Han er medstifter af det offentlige performance-kollektiv Exhilium, som blev grundlagt i 2020 og blandt andet var repræsenteret på Karneval der Kulturen, Berlin, i 2023.
Hans provokerende kunstværker om miljøkatastroferne i sin hjemby, Ahvaz, og andre steder rundt om i verden har tiltrukket sig opmærksomhed. Hans videokunst, malerier og fotografier er blevet udstillet i anerkendte museer for samtidskunst som Staatliche Kunsthalle Baden-Baden og Künstlerhaus Bethanien samt i kunstgallerier som SOMA gallery Berlin .

## Filmografi (udvalg)

### Instruktør, manuskriptforfatter og producer
- 2015: Paradise
- 2013: Wind in the Alley (Videokunst)
- 2013: Homo (Videokunst)
- 2006: Third Gender (Dokumentar)
- 2004: Freak out (Videokunst)

### Instruktør og manuskriptforfatter
- 2012: Arghaj (Dokumentar)
- 2010: Life Tuning (Dokumentar)
- 2009: Especially Music (Animation, kort)
- 2009: Yar-e-dar (Kort med animation)

### Dramaturgisk rådgiver og producer
- 2023: Critical Zone
- 2023: Seven Winters in Tehran

## Eksterne links
- Sina Ataeian Dena på IMDb